# 艾松维尔-贝诺维尔
艾松维尔-贝诺维尔（法語：Aisonville-et-Bernoville）是法国皮卡第大区埃纳省的一个市镇，属于韦尔万区吉斯县。该市镇2009年时的人口为255人。

## 人口
艾松维尔-贝诺维尔人口变化图示
| 数据来源：INSEE |